# الت (اسپانیا)
الت (به اسپانیایی: Olot) یک شهرستان در اسپانیا است که در استان خرنا واقع شده‌است.

## خصوصیات
الت ۲۹٫۱۳ کیلومترمربع مساحت و ۳۳٬۵۲۴ نفر جمعیت دارد و ۴۴۳ متر بالاتر از سطح دریا واقع شده‌است.